# Leptotarsus tenuirostris
Leptotarsus tenuirostris là một loài ruồi trong họ Ruồi hạc (Tipulidae). Chúng phân bố ở miền Australasia.